# Trasíbulo de Siracusa
Para el político y general ateniense, véase Trasíbulo
Trasíbulo (Gela - Locros, siglo V a. C.) fue tirano de Gela y Siracusa durante un año, del 466 al 465 a. C. Era miembro de la familia dinoménida.
Hermano de Gelón, Hierón I y Policelo, combatió al lado de Agrigento contra Hímera. Tomó el poder después de la muerte de Hierón y por breve tiempo hizo una política despótica en Gela y Siracusa.
Su carácter violento y sanguinario le enemistó con buena parte del pueblo de Gela y de Siracusa, que se rebeló en 465 a. C. Gracias a la alianza con Acragas, Hímera, Selinunte y las tropas sículas, derrocaron la dictadura, establecieron una democracia moderada y la familia Dinoménida fue expulsada de Siracusa. Trasíbulo fue obligado a marchar al destierro a Locros, donde murió.
Su expulsión fue celebrada cada año cerca del altar de Hierón II en honor de Zeus Eleuterios.